# Influenzavírus B
Az influenzavírus B az Orthomyxoviridae víruscsalád egyik nemzetsége. Egyetlen faj tartozik hozzá, az influenza B vírus, amely emberekben és fókaalakúakban okoz influenzát.
A gazdaszervezetek limitált köre lehet az oka, hogy az Influenzavirus B nem okoz influenza-világjárványokat, a morfológiailag hasonló Influenzavirus A-val ellentétben, pedig mindkettő antigénsodródással és -csuszamlással (reassortment) is mutálódik.
Tovább csökkenti a vírus kártékonyságát, hogy „emberekben az influenza B vírusok lassabban fejlődnek mint az A vírusok, bár gyorsabban a C vírusoknál”. Az Influenzavirus B mutációs rátája fele-harmada csak az A típusúnak. Ennek ellenére, elég gyorsan mutálódik ahhoz, hogy ne lehessen ellene tartós védettséget szerezni.

## Fordítás
- Ez a szócikk részben vagy egészben az Influenzavirus B című angol Wikipédia-szócikk ezen változatának fordításán alapul.  Az eredeti cikk szerkesztőit annak laptörténete sorolja fel. Ez a jelzés csupán a megfogalmazás eredetét és a szerzői jogokat jelzi, nem szolgál a cikkben szereplő információk forrásmegjelöléseként.